# タコチューズデー
タコチューズデー（Taco Tuesday）は、アメリカ合衆国の毎週火曜日にタコスを食べに行く習慣。もしくは、火曜日の夜にトルティーヤを使ったメキシコ料理を提供すること。レストランではしばしば特別価格（例えば1ドルでフィッシュ・タコス）で提供される。。大都市では人気で、中でも南カリフォルニアでは特に人気である。

## 論争
1989年にワイオミング州を拠点にするファーストフード店であるタコ・ジョンズがタコチューズデーの登録商標を取得し、タコチューズデーのフレーズを使うレストランから守ってきた
このタコ・ジョンズの登録商標は、タコ・ジョンズが登録商標を取得する以前の1982年から使用していたニュージャージー州サマーズ・ポイントにある「グレゴリーズ・レストラン$バー」を除いて、アメリカ合衆国中で適用された
2019年にプロバスケットボール選手のレブロン・ジェームズが自身のインスタグラムで家族と毎週タコスをディナーに食べている状況をシェアし始める。ジェームズは自身のペーパーカンパニーでタコチューズデーの登録商標を提出したが、却下された。アメリカ合衆国特許商標庁は「タコチューズデーは当たり前に使われている用語である」等の声明を出した
実際問題として、タコ・ジョンズは何がなんでも広く普及することはできなくなった。たくさんのタコスファンはタコチューズデーの用語を1人が所有されることに同意していない。